# 池田土木事務所

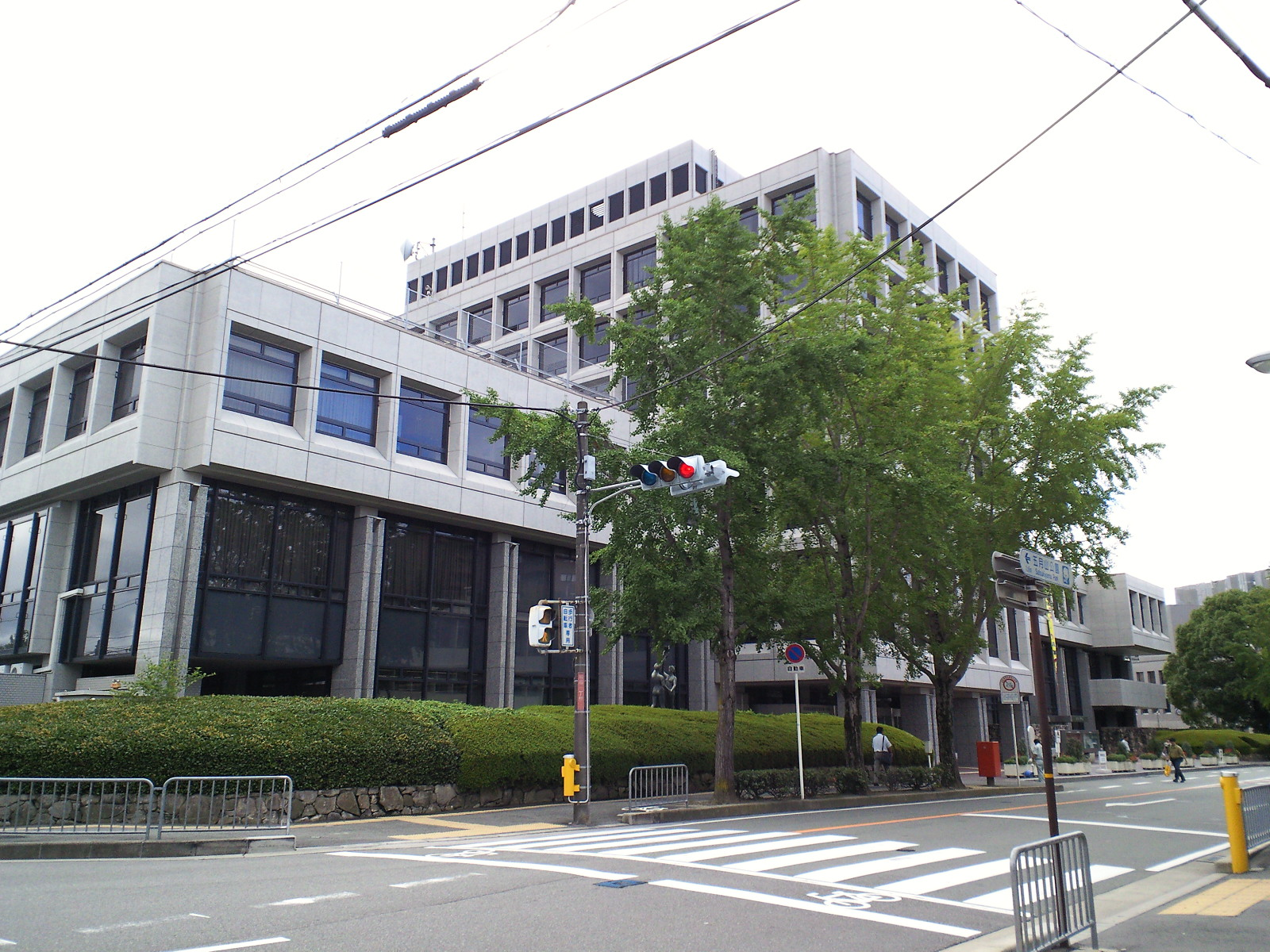
池田土木事務所が入居する
大阪府豊能府民センター

池田土木事務所（いけだどぼくじむしょ）とは、大阪府豊能地域を管轄する大阪府の土木事務所、大阪府都市整備部の出先機関
。一級河川（猪名川本流及び余野川直轄区間を除く）、砂防、国道（指定区間外）、主要地方道、一般府道、府立公園（服部緑地･箕面公園）を管理する。
かつては能勢町内に、能勢町域で大阪府が所管する道路･河川の維持管理や工事を行う出張所を設けていたが、2010年（平成22年）度からはその機能を本所に移している。

## 所在地
- 〒563-0025 大阪府池田市城南1-1-1

## 管轄自治体
- 豊中市
- 池田市
- 箕面市
- 能勢町
- 豊能町